# José Ulises Macías Salcedo
José Ulises Macías Salcedo (ur. 29 października 1940 w León) – meksykański duchowny rzymskokatolicki, w latach 1996–2016 arcybiskup Hermosillo.

## Życiorys
Święcenia kapłańskie przyjął 10 kwietnia 1966. 14 czerwca 1984 został prekonizowany biskupem Mexicali. Sakrę biskupią otrzymał 29 lipca 1984. 20 sierpnia 1996 został mianowany arcybiskupem Hermosillo. Ingres odbył się 29 października. 26 kwietnia 2016 przeszedł na emeryturę.